# Rosangelica
Rosangelica – wenezuelska telenowela z 1993 roku wyemitowana przez Venevisión. Scenariusz napisała pisarka powieści miłosnych i telenowel Delia Fiallo.
Sonya Smith i Víctor Cámara grają główne role pierwszoplanowe, natomiast Lupita Ferrer jest głównym czarnym charakterem.

## Fabuła
20 lat wcześniej Argenis – ojciec Oscara Eduarda gwałci na plaży młodą kobietę, Gisele. Jej mąż  Alberto jest świadkiem tego zdarzenia i morduje oprawcę żony. Gisele jest oskarżona o zabójstwo i trafia do więzienia. Rodzi córeczkę i nadaje jej imię Rosangelica. Oddaje ją na wychowanie swojej siostrze oraz prosi ją, żeby Rosangelica żyła w przekonaniu, że to siostra Gisele jest jej matką. Cecilia (siostra prawdziwego  mordercy) żona Argenisa żyje w nienawiści do Gisele i utwierdza w niej Oscara Eduarda.
Rosangelica zakochuje się z wzajemnością w Oscarze Eduardzie, który opuszcza ją po odkryciu przeszłości jej osoby. Rosangelica zachodzi w ciążę. Cecilia umieszcza ją w szpitalu psychiatrycznym. Wybucha pożar i Rosangelica jest uznana za martwą. Wkrótce dziewczyna poznaje Joela, fotografa, który robi z niej modelkę Lorrena Paris. Po latach Rosangelica znowu spotyka Oscara Eduarda i dostaje szansę aby przeżyć miłość na nowo.

## Obsada
- Víctor Cámara - Oscar Eduardo Gel de la Rosa / Argenis
- Sonya Smith - Rosangélica González Hernández / Elisa Montero
- Lupita Ferrer - Cecilia Gel de la Rosa (czarny charakter)
- Dalila Colombo - Gisela#1
- Daniel Alvarado - Joel Cruz
- Belén Díaz - Ligia
- Orángel Defín - Marcos González
- Hilda Blanco - Luz
- Eva Mondolfi - Verónica Hernández de González
- Angel Acosta - Roberto de la Rosa
- Omar Moinello - Leonardo Santaevo
- Nancy González - Gisela#2
- Denise Novell - Mariana González Hernández (czarny charakter)
- Eduardo Bástidas - René González Hernández
- Gabriela Spanic - Carla
- Fedra López - Marielba
- Carolina Tejera

## Wersja polska
W Polsce telenowela była emitowana przez telewizję Romantica. Opracowaniem wersji polskiej zajęło się Studio Company Warszawa. Autorem tekstu była Barbara Siwicka. Lektorem serialu był Zbigniew Moskal.

## Adaptacje
Rosangelica to adaptacja wenezuelskiej telenoweli María Teresa z 1972 roku. W 1999 roku w Meksyku powstał remake tej telenoweli pt. Rosalinda (emitowany w Polsce przez telewizję TVN).